# Lena Sewall
Lena Birgitta Sewall, född 21 februari 1942 i Uppsala, är en svensk bibliotekarie och författare.  Sewall är uppväxt i Arvika. Hennes författarskap är inriktat på mat- och kulturhistoria, ofta med anknytning till Värmland. Sewall är sedan många år matkrönikör i Nya Wermlands-Tidningen.

## Utmärkelser
- H. M. Konungens medalj av 5:e storleken (2018) för betydande insatser som författare
- Årets Värmlandsförfattare (2017) av Region Värmland
- Värmländska Akademiens utmärkelse Lagerlövet (2006)
- Årets Värmlänning (2003)[1]
- Gastronomiska Akademiens guldpenna (1995) för sin bok En bit Skagen